# المحقق كونان (الموسم 9)
المحقق كونان هو الموسم التاسع من سلسلة المحقق كونان (باليابانية: 名探偵コナン، تُنطق ميه‌‌تانتيه كۆنان أي المحقق العظيم كونان) تُرجمت رسميًا إلى المُحقق كونان، وهي سلسلة مانغا للكاتب غوشو أوياما حُولِّت إلى مسلسل أنيمي وحلقات أوفا وأفلام أنمي وألعاب فيديو ووسائط أخرى يابانية وقد بدأ عرض السلسلة من 11 فبراير 2000 ولغاية 22 أكتوبر 2001.
أُذيعت الحلقة الأولى في 8 يناير 1996 وعرضت الحلقات بالتوالي إلى أن وصلت إلى أكثر من 1,155 حلقة، وبذلك تحتل المركز الخامس عشر في قائمة أكثر الأنيميات من حيث عدد الحلقات. يتم عرض حلقة واحدة من الأنمي أسبوعيًّا على نبون تلفجن إلا في حالات عرض الأفلام فإنها قد تتأجل إلى أسبوعين أو أكثر. تتم دبلجة الأنيمي للغة العربية من قِبَل مركز الزهرة ولا تزال دبلجته مُستمرة لأكثر من ثمانية عشرة سنة منذ سنة 1998، حيث عُرض لأول مرة على تلفزيون قطر، وقد وصلت الحلقات المُدبلجة إلى 565 (537 بالنّظام الياباني) من أصل 1,155 حلقة.
يُعرَض المحقق كونان في اليابان على قناة نيبون تي في وقناة يوميأوري وقناة أنيماكس وقناة YTV اليابانية، وقد لاقى المحقق كونان رواجًا كبيرًا في اليابان حيث احتل مركزًا من ضمن المراكز الستة الأوائل في ست مناسبات مختلفة. وبحسب استطلاعات الرأي التي أجرتها مجلة أنيميج، اعتبر الأنيمي من بين أفضل 20 أنيمي تم إصداره خلال الفترة من عام 1996 ولغاية عام 2001. أيضا احتل المحقق كونان المركز الثالث والعشرين من ضمن قائمة أفضل 100 أنيمي، أجرته شبكة أساهي اليابانية في عام 2005.
بدأ عرض الجزء السادس من الدبلجة العربية في 2010 على سبيس باور وغطى الحلقات اليابانية من 235 إلى 281 بمجموع 51 حلقة.

## عناوين الحلقات
| #                  | #             | عنوان الحلقة                                                             | عنوان الحلقة                               | تفاصيل الحلقة | تفاصيل الحلقة  | تفاصيل الحلقة |
| اليابان            | العالم العربي | باليابانية                                                               | بالدبلجة العربية                           | في المانغا    | تاريخ العرض    |               |
| ------------------ | ------------- | ------------------------------------------------------------------------ | ------------------------------------------ | ------------- | -------------- | ------------- |
| 217                | 228           | سر ميجوري المخبوء (الجزء الأول)                                          | الجرح القديم (الجزء الأول)                 | فصل 284-286   | 11 ديسمبر 2000 |               |
| 218                | 229           | سر ميجوري المخبوء (الجزء الثاني)                                         | الجرح القديم (الجزء الثاني)                | فصل 284-286   | 18 ديسمبر 2000 |               |
| 219                | 230           | اجتماع المحققين العظام: شينتشي كودو ضد كايتو كيد (حلقة خاصة لمدة ساعتين) | شيء من الماضي والكنز المحير (الجزء الأول)  | فصل 299-302   | 8 يناير 2001   |               |
| 219                | 231           | اجتماع المحققين العظام: شينتشي كودو ضد كايتو كيد (حلقة خاصة لمدة ساعتين) | شيء من الماضي والكنز المحير (الجزء الثاني) | فصل 299-302   | 8 يناير 2001   |               |
| 219                | 232           | اجتماع المحققين العظام: شينتشي كودو ضد كايتو كيد (حلقة خاصة لمدة ساعتين) | شيء من الماضي والكنز المحير (الجزء الثالث) | فصل 299-302   | 8 يناير 2001   |               |
| 219                | 233           | اجتماع المحققين العظام: شينتشي كودو ضد كايتو كيد (حلقة خاصة لمدة ساعتين) | شيء من الماضي والكنز المحير (الجزء الرابع) | فصل 299-302   | 8 يناير 2001   |               |
| 220                | 234           | الزبونة الكاذبة (الجزء الأول)                                            | الصورة القديمة (الجزء الأول)               | فصل 276-278   | 15 يناير 2001  |               |
| 221                | 235           | الزبونة الكاذبة (الجزء الثاني)                                           | الصورة القديمة (الجزء الثاني)              | فصل 276-278   | 22 يناير 2001  |               |
| 222                | 236           | ثم لم تكن هنالك أية حورية (جزء الغموض)                                   | الجزيرة المعزولة (الجزء الأول)             | فصل 279-283   | 29 يناير 2001  |               |
| 223                | 237           | ثم لم تكن هنالك أية حورية (جزء التحقيق)                                  | الجزيرة المعزولة (الجزء الثاني)            | فصل 279-283   | 5 فبراير 2001  |               |
| 224                | 238           | ثم لم تكن هنالك أية حورية (جزء الحل)                                     | الجزيرة المعزولة (الجزء الثالث)            | فصل 279-283   | 12 فبراير 2001 |               |
| 225                | 239           | سر المبيعات الهائلة                                                      | اليد الخشنة                                | فلر           | 19 فبراير 2001 |               |
| 226                | 240           | فخ لعبة القتال (الجزء الأول)                                             | لعبة لم تتم (الجزء الأول)                  | فصل 270-272   | 26 فبراير 2001 |               |
| 227                | 241           | فخ لعبة القتال (الجزء الثاني)                                            | لعبة لم تتم (الجزء الثاني)                 | فصل 270-272   | 5 مارس 2001    |               |
| 228                | 242           | فصل صناعة الفخار الخبيث (الجزء الأول)                                    | ربطة العنق (الجزء الأول)                   | فصل 305-307   | 12 مارس 2001   |               |
| 229                | 243           | فصل صناعة الفخار الخبيث (الجزء الثاني)                                   | ربطة العنق (الجزء الثاني)                  | فصل 305-307   | 19 مارس 2001   |               |
| 230                | 244           | الراكب الغامض (الجزء الأول)                                              | لغز الإشارة (الجزء الأول)                  | فصل 287-289   | 16 أبريل 2001  |               |
| 231                | 245           | الراكب الغامض (الجزء الثاني)                                             | لغز الإشارة (الجزء الثاني)                 | فصل 287-289   | 23 أبريل 2001  |               |
| 232                | 246           | السقوط من فوق الشقة                                                      | الشرفة الخامسة                             | فلر           | 7 مايو 2001    |               |
| 233                | 247           | الدليل الذي لم يختف (الجزء الأول)                                        | صوت الساعة (الجزء الأول)                   | فصل 290-292   | 14 مايو 2001   |               |
| 234                | 248           | الدليل الذي لم يختف (الجزء الثاني)                                       | صوت الساعة (الجزء الثاني)                  | فصل 290-292   | 21 مايو 2001   |               |
| بداية الجزء السادس |               |                                                                          |                                            |               |                |               |
| 235                | 249           | جريمة قتل في قبو النبيذ                                                  | مصنع العصير الطبيعي                        | فلر           | 28 مايو 2001   |               |
| 236                | 250           | جولة شاطئ نانكي الغامضة (الجزء الأول)                                    | شاطئ الرمال الأبيض (الجزء الأول)           | فلر           | 4 يونيو 2001   |               |
| 237                | 251           | جولة شاطئ نانكي الغامضة (الجزء الثاني)                                   | شاطئ الرمال الأبيض (الجزء الثاني)          | فلر           | 11 يونيو 2001  |               |
| 238                | 252           | قضية ك3 في أوساكا (الجزء الأول)                                          | المشاهير الثلاثة (الجزء الأول)             | فصل 293-295   | 18 يونيو 2001  |               |
| 239                | 253           | قضية ك3 في أوساكا (الجزء الثاني)                                         | المشاهير الثلاثة (الجزء الثاني)            | فصل 293-295   | 25 يونيو 2001  |               |
| 240                | 254           | حراسة قطار الطلقة السريع (الجزء الأول)                                   | متاعب مهنة (الجزء الأول)                   | فصل 296-298   | 2 يوليو 2001   |               |
| 241                | 255           | حراسة قطار الطلقة السريع (الجزء الثاني)                                  | متاعب مهنة (الجزء الثاني)                  | فصل 296-298   | 9 يوليو 2001   |               |
| 242                | 256           | مشاكل جينتا                                                              | حوادث مخيفة                                | فصل 303-304   | 16 يوليو 2001  |               |
| 243                | 257           | منتحل شخصية كوغورو موري (الجزء الأول)                                    | منتحل شخصية توغو موري (الجزء الأول)        | فصل 308-310   | 23 يوليو 2001  |               |
| 244                | 258           | منتحل شخصية كوغورو موري (الجزء الثاني)                                   | منتحل شخصية توغو موري (الجزء الثاني)       | فصل 308-310   | 30 يوليو 2001  |               |
| 245                | 259           | الطلق الناري في بيت أزهار الشمس                                          | طلق ناري في المبنى المتحرك                 | فلر           | 6 أغسطس 2001   |               |
| 246                | 260           | الغموض المصطاد في الشبكة (الجزء الأول)                                   | العاصفة (الجزء الأول)                      | فصل 311-313   | 13 أغسطس 2001  |               |
| 247                | 261           | الغموض المصطاد في الشبكة (الجزء الثاني)                                  | العاصفة (الجزء الثاني)                     | فصل 311-313   | 20 أغسطس 2001  |               |
| 248                | 262           | إدعاء البراءة بواسطة غابة الشفاء                                         | الفندق البعيد المنعزل                      | فلر           | 27 أغسطس 2001  |               |
| 249                | 263           | سر الممثلات (الجزء الأول)                                                | مغنيات فرقة الطبيعة (الجزء الأول)          | فصل 322-324   | 3 سبتمبر 2001  |               |
| 250                | 264           | سر الممثلات (الجزء الثاني)                                               | مغنيات فرقة الطبيعة (الجزء الثاني)         | فصل 322-324   | 10 سبتمبر 2001 |               |
| 251                | 265           | مأساة في مزرعة أوكي للخيول                                               | جريمة في المزرعة                           | فلر           | 17 سبتمبر 2001 |               |
| 252                | 266           | الخاطف في الصورة التشكيلية                                               | التوقيع هو الحل                            | فلر           | 8 أكتوبر 2001  |               |
| 253                | 267           | قصة الحب الرابعة في مقر شرطة العاصمة (الجزء الأول)                       | حكاية ساتو وتاكاجي (الجزء الأول)           | فصل 328-330   | 15 أكتوبر 2001 |               |
| 254                | 268           | قصة الحب الرابعة في مقر شرطة العاصمة (الجزء الثاني)                      | حكاية ساتو وتاكاجي (الجزء الثاني)          | فصل 328-330   | 22 أكتوبر 2001 |               |